# مهرمردان باوندی
مهرمردان (به زبان مازندرانی: میرمردون) پسر و جانشین سهراب یکم، سومین اسپهبد باوندیان طبرستان بود که در هزارجریب حکومت می‌نمود.

## حکومت
نخستین فرزند سهراب‌یکم، مهرمردان نام داشت. وی در زمان ابومسلم خراسانی می‌زیسته و با وی متحد شده‌ بود و سربازان بسیاری در اختیار سیاه جامگان گذاشت؛ و این باعث شد که پس از قتل ابومسلم جنگ‌هایی میان باوندیان و عباسیان صورت پذیرد.

## مدت حکومت و جانشین وی
ابن اسفندیار می‌نویسد: مهرمردان فقط مدت کمی حکومت نموده‌ است و پس از وی برادرزاده‌اش شروین بن سهراب به حکومت رسیده‌ است، ولی رابینو حکومتش را ۴۰ سال دانسته است و نوشته است پس از مهرمردان فرزندش سهراب دوم به جانشینی وی منسوب گشت و در هزارجریب حکومت را آغاز کرد.